# Sitovo (Silistra)
Sitovo (Bulgaars: Ситово) is een dorp in de  Bulgaarse  oblast Silistra in de gelijknamige gemeente. Het dorp ligt 25 kilometer ten westen van de regionale hoofdstad  Silistra.

## Naam
Tot 1942 heette dit dorp Dojmoesjlar (Доймушлар), afkomstig uit het Turkse woord ’doymuşlar’.

## Bevolking
Het dorp Sitovo en de gemeente Sitovo kampen allebei sinds de telling van 1956 met een intensieve bevolkingskrimp. Op 31 december 2019 telde het dorp Sitovo zo'n 659 inwoners. Het grootste dorp in de gemeente Sitovo is echter niet het dorp Sitovo, maar het dorp Iskra met bijna tweeduizend inwoners.
| Jaar            | 1934   | 1946   | 1956   | 1965   | 1975   | 1985  | 1992  | 2001  | 2011  | 2019  |
| --------------- | ------ | ------ | ------ | ------ | ------ | ----- | ----- | ----- | ----- | ----- |
| dorp Sitovo     | 1.797  | 2.017  | 2.068  | 1.731  | 1.654  | 1.360 | 1.252 | 1.086 | 780   | 659   |
| gemeente Sitovo | 12.932 | 14.974 | 15.111 | 13.090 | 10.829 | 8.987 | 7.554 | 6.856 | 5.396 | 4.909 |

In februari 2011 werden er 780 inwoners in het dorp Sitovo geteld, waarvan 71 jonger dan 15 (9%), 489 inwoners tussen de 15-64 jaar oud (63%) en 220 inwoners van 65 jaar of ouder (28%). In de gemeente Sitovo werden er 5.396 inwoners geregistreerd, waarvan er 710 jonger dan 15 jaar oud (13%), 3.319 tussen de 15-64 jaar oud (62%) en 1.367 inwoners van 65 jaar of ouder (25%). 

### Etnische groepen
In het dorp Sitovo reageerden 752 van de 780 inwoners op de optionele volkstelling in 2011. Met 747 respondenten vormden etnische Bulgaren de grootste bevolkingsgroep.
In de gemeente Sitovo werden 5.396 inwoners geregistreerd, waarvan 4.864 reageerden op de volkstelling. Zo’n 2.423 personen identificeerden zichzelf als etnische Bulgaren (50%), gevolgd door 1.925 Bulgaarse Turken (40%) en 360 Roma (7%).

### Religie
Bij de volkstelling van 1 februari 2011 was het invullen van een geloofsovertuiging optioneel. Van de 5.396 mensen die werden geregistreerd bij de volkstelling van 2011 kozen 1.060 personen (19,4%) ervoor om hun religieuze overtuiging niet te specificeren. De islam was met 49% de grootste religie, gevolgd door de Bulgaars-Orthodoxe Kerk (44%).
|                              | Aantal | Percentage (%) | Percentage (%) |
| 5396                         | Totaal | Respondenten   |                |
| ---------------------------- | ------ | -------------- | -------------- |
| Bulgaars-Orthodoxe Kerk      | 1897   | 35,16          | 43,75          |
| Katholieke Kerk in Bulgarije | 7      | 0,13           | 0,16           |
| Protestantisme               | 12     | 0,22           | 0,28           |
| Islam                        | 2126   | 39,40          | 49,03          |
| Overig                       | 8      | 0,15           | 0,18           |
| Onkerkelijk                  | 139    | 2,58           | 3,21           |
| Geen antwoord                | 147    | 2,72           | 3,39           |
| Onbekend                     | 1060   | 19,64          | -              |

## Nederzettingen
| Plaats      | Cyrillisch  | Inwonersaantal (31 december 2019) |
| ----------- | ----------- | --------------------------------- |
| Sitovo      | Ситово      | 659                               |
| Bosna       | Босна       | 345                               |
| Dobrotitsa  | Добротица   | 356                               |
| Garvan      | Гарван      | 261                               |
| Irnik       | Ирник       | 68                                |
| Iskra       | Искра       | 1877                              |
| Ljoeben     | Любен       | 629                               |
| Nova Popina | Нова Попина | 64                                |
| Poljana     | Поляна      | 119                               |
| Popina      | Попина      | 452                               |
| Slatina     | Слатина     | 75                                |
| Jastrebna   | Ястребна    | 4                                 |
| Totaal      |             | 4909                              |

Bestuurlijk centrum: Silistra
 Alfatar · Doelovo · Glavinitsa · Kaïnardzja · Silistra · Sitovo · Toetrakan